# Arquitecto del Capitolio
El Arquitecto del Capitolio (en inglés: Architect of the Capitol; acrónimo: AOC) es la agencia federal responsable del mantenimiento, operación, desarrollo y preservación del Complejo del Capitolio de los Estados Unidos. Tanto la agencia como su director son llamados «arquitecto del Capitolio», y este último es nombrado por el presidente de los Estados Unidos por un mandato de 10 años. La actual arquitecta interina es la ingeniera jefe, Chere Rexroat.
El arquitecto del Capitolio es miembro de la junta de la Policía del Capitolio, la junta de Servicios de Accesibilidad del Congreso y de la Comisión de Preservación del Capitolio de los Estados Unidos. También ejerce como director interino del jardín botánico de los Estados Unidos y del jardín nacional, bajo la supervisión del Comité Conjunto de la Biblioteca. Además, es miembro de la Comisión de Zonificación del Distrito de Columbia, del Museo Nacional de Construcción, del Consejo sobre Preservación Histórica, la Comisión Conmemorativa de la Capital Nacional, el Comité Asesor de Arte de la Autoridad de Tránsito del Área Metropolitana de Washington y del Instituto Nacional para la Conservación de Bienes Culturales.

## Historia
El título de «arquitecto del Capitolio» surgió cuando George Washington, el primer presidente de los Estados Unidos, aceptó el diseño propuesto por el arquitecto William Thornton para el edificio del Capitolio, pero no fue una agencia permanente hasta 1876. A lo largo del siglo xx, la agencia empezó a operar y mantener el edificio Thomas Jefferson, el jardín botánico de los Estados Unidos, y supervisó las construcciones de las oficinas de la Cámara de Representantes y del Senado, así como también del edificio de la Corte Suprema, el edificio John Adams y el edificio conmemorativo James Madison. En 2008, se terminó la edificación del Centro de Visitantes del Capitolio (CVC), la mayor expansión que tuvo el lugar.

## Arquitectos del Capitolio

### Proceso de elección
Según la Ley de Asignaciones del Poder Legislativo de 1990, el arquitecto del Capitolio es elegido por el presidente de los Estados Unidos, quien lo selecciona de tres o más candidatos recomendados por una comisión conformada por miembros del Congreso. Esta comisión está compuesta de 14 miembros desde 1995. El nombramiento debe pasar por el Senado para su confirmación. Antes de la promulgación de dicha ley, el presidente elegía al arquitecto sin ninguna intervención del Congreso.

### Lista
| N.º                                                                        | Retrato | Nombre                 | Inicio | Término       | Nombrado por         | Notas |
| -------------------------------------------------------------------------- | ------- | ---------------------- | ------ | ------------- | -------------------- | --- |
| 1                                                                          |         | William Thornton       | 1793   | 1802          | George Washington    | Su diseño fue elegido para edificar el Capitolio, por lo que se le otorgó el título de «arquitecto del Capitolio». |
| 2                                                                          |         | Benjamin Henry Latrobe | 1803   | 1811          | Thomas Jefferson     | Fue elegido como «agrimensor de Edificios públicos» por Thomas Jefferson para construir el ala sur del Capitolio. El cargo fue abolido cuando terminó la construcción, pero fue recontratado por James Madison para supervisar la restauración luego de la guerra de 1812.             |
| 2                                                                          | 1815    | Benjamin Henry Latrobe | 1817   | James Madison |                      | Fue elegido como «agrimensor de Edificios públicos» por Thomas Jefferson para construir el ala sur del Capitolio. El cargo fue abolido cuando terminó la construcción, pero fue recontratado por James Madison para supervisar la restauración luego de la guerra de 1812.             |
| 3                                                                          |         | Charles Bulfinch       | 1818   | 1829          | James Monroe         | Elegido después de la renuncia de Latrobe, continuó con la restauración de ambas alas del Capitolio hasta que el presidente Andrew Jackson abolió el puesto. |
| 4                                                                          |         | Thomas Ustick Walter   | 1851   | 1865          | Millard Fillmore     | Supervisó la ampliación del Capitolio en 1851 y la construcción de una nueva cúpula entre 1855 y 1865. |
| 5                                                                          |         | Edward Clark           | 1865   | 1902          | Andrew Johnson       | Elegido después de la renuncia de Walter, fue nombrado como «arquitecto de la Ampliación del Capitolio». Durante su mandato, el cargo asumió la responsabilidad del cuidado y mantenimiento del Capitolio.                                                                             |
| 6                                                                          |         | Elliott Woods          | 1902   | 1923          | Theodore Roosevelt   | Fue nombrado «superintendente del edificio y los terrenos del Capitolio» luego del fallecimiento de Clark, aunque más tarde fue llamado solo como «superintendente» y en 1921, se volvió al título de «arquitecto del Capitolio».                                                      |
| 7                                                                          |         | David Lynn             | 1923   | 1954          | Calvin Coolidge      | Fue elegido después del fallecimiento de Woods. Durante su mandato, se construyó el edificio de oficinas de la Cámara Longworth, el de la Corte Suprema, la Biblioteca del Congreso, el jardín botánico y las oficinas del Senado Dirksen.                                             |
| 8                                                                          |         | J. George Stewart      | 1954   | 1970          | Dwight D. Eisenhower | Entre 1955 y 1962, supervisó la ampliación del frente central del Capitolio. |
| 9                                                                          |         | George M. White        | 1971   | 1995          | Richard Nixon        | Supervisó la construcción del edificio conmemorativo James Madison —parte de la Biblioteca del Congreso—, el edificio del Senado Hart y el edificio Thurgood Marshall para la Corte Suprema.                                                                                           |
| 10                                                                         |         | Alan M. Hantman        | 1997   | 2007          | Bill Clinton         | Dirigió el diseño y la construcción del Centro de Visitantes del Capitolio (CVC), así como también la expansión del conservatorio del jardín botánico, la planta de energía del Capitolio y la construcción del jardín nacional.                                                       |
| 11                                                                         |         | Stephen T. Ayers       | 2010   | 2018          | Barack Obama         | Supervisó la restauración de la cúpula del Capitolio, el memorial de Ulysses S. Grant y el edificio de oficinas de la Cámara Cannon. |
| 12                                                                         |         | Brett Blanton          | 2020   | 2023          | Donald Trump         | Según un informe de la Oficina del Inspector General del Arquitecto del Capitolio, Blanton habría «abusado de su autoridad», «utilizado mal la propiedad del gobierno» y que «desperdició el dinero de los contribuyentes», por lo que fue despedido por Joe Biden en febrero de 2023. |
|                                                                            |         |                        |        |               |                      | |
| Fuentes: Arquitecto del Capitolio y Servicio de Investigación del Congreso |         |                        |        |               |                      | |